# Йоанна Бродзік
Йоанна Бродзік (пол. Joanna Brodzik; 11 січня 1973, Кросно-Оджанське, ПНР) — польська акторка.
1996 року закінчила Театральну академію імені Александра Зелверовича у Варшаві, після чого дебютувала у кіно. Бере участь у спектаклях «театру телебачення» від 1996 року.

## Вибіркова фільмографія
- 1996 — Діти та риби / Dzieci i ryby
- 1999 — Вогнем і мечем / Ogniem i mieczem
- 2002 — Піанист / The Pianist
- 2002 — Брейк-Пойнт / Break Point
- 2004 — Ніколи в житті! / Nigdy w życiu!